# La Regla de la Comunitat
La Regla de la Comunitat també anomenat Manual de Disciplina o (1QS), és el nom donat a un dels documents trobats al coves de Qumran, i com a tal és un dels Manuscrits de la mar Morta.
El manuscrit més complet va ser trobat a la cova 1, i se li dona el nom de 1QS. Nombrosos altres fragments d'aquest document, que conté variants, van ser trobats en coves 4 i 5 (4QSa-j, 5Q11, 5q13). Dos documents, coneguts com La Regla de la Congregació i La Regla de la Benedicció, es troben en el mateix llibre que 1QS, i es pensava originalment que formava part de la Regla de la Comunitat, però ara es consideren independents i que actuen com a apèndixs.
Aquest text és de gran interès per la informació que ens transmet de les pràctiques de la comunitat de Qumran. Bàsicament és un conjunt de normes que tenen de seguir aquells que accepten la vida comunitària. També imposa castics pels que desobeïxen les regles.